# 工人社会主义联盟
工人社会主义联盟（英語：Workers' Socialist League，缩写为WSL）是英国的一个已不存在的托洛茨基主义组织。该组织成立于1974年，由Alan Thornett和当年被工人革命党开除的其他人组成。1979年，该组织创建了托洛茨基主义国际联络委员会。同年英国大选后，保守党上台执行打击工会的政策，该组织的成员开始进入工党内部活动。1981年，该组织与也已经进入工党内部活动的国际－共产主义联盟合并，新形成的组织也取名为“工人社会主义联盟”。新的工人社会主义联盟主要通过“社会主义组织者联盟”开展活动。1984年，新的工人社会主义联盟也宣告解散。